# Amnicola cora
Amnicola cora е вид коремоного от семейство Amnicolidae. Видът е световно застрашен, със статут Уязвим.

## Разпространение
Разпространен е в САЩ (Арканзас).